# گال‌زنبورواران
گال‌زنبورواران (نام علمی: Cynipoidea) نام یک بالاخانواده از زیرراسته باریک‌تنه‌داران است.